# Mains fortes
Pour plus de détails, voir Fiche technique et Distribution.
Mains fortes (Le mani forti) est un film dramatique italien réalisé par Franco Bernini sorti en 1997,,.
Il est entré en compétition à la Semaine Internationale de la critique du 50e Festival de Cannes. Le film a remporté la Grolla d'oro du meilleur scénario.

## Fiche technique
- Titre français : Mains fortes
- Titre original :Le mani forti
- Réalisation : Franco Bernini
- Scénario : Franco Bernini
- Photographie : Paolo Carnera
- Décors : Paola Bizzarri
- Montage : Esmeralda Calabria
- Production : Fandango, Domenico Procacci
- Date de sortie : 14 mars 1997
- Langue : italien
- Pays de production :  Italie

## Distribution
- Claudio Amendola : Dario Campisi
- Francesca Neri : Claudia
- Enzo De Caro : Giulio
- Toni Bertorelli : Le juge Consoli
- Barbara Cupisti : Teresa
- Massimo De Francovich : Prof. Sembriani
- Teresa Saponangelo : Patiente
- Bruno Armando